# Charpentier (pantalon)
 (août 2015).
Si vous disposez d'ouvrages ou d'articles de référence ou si vous connaissez des sites web de qualité traitant du thème abordé ici, merci de compléter l'article en donnant les références utiles à sa vérifiabilité et en les liant à la section « Notes et références ».
Un charpentier est un type de pantalon de travail porté traditionnellement par les charpentiers et les couvreurs.
Sa forme s’est fixée au début du XIXe siècle, très large en haut pour permettre l’aisance des mouvements, resserré en bas et aux chevilles pour ne pas risquer de les accrocher sur un obstacle, elle est devenue quasi-officielle avec la création du largeot en 1896 par le tailleur lyonnais Adolphe Laffont. Les coupes sont inspirées par les pantalons des hussards et les appellations sont restées : hussard (très large au niveau des cuisses), demi-hussard. Des formes plus amples, seulement resserrées aux chevilles, étaient le grand ballon, le ballon et le demi-ballon.
Les vêtements de travail des ouvriers du bâtiment étaient faits sur le même modèle et ne différaient que par la couleur : écru pour les tailleurs de pierre, noirs pour les charpentiers et les couvreurs.
Le charpentier était fait en velours à grosses côtes, cousu avec du fil de velours qui en garantissait la solidité, et garni d’un apprêt à la colle d’os qui le rendait presque rigide (un ouvrier ivre, disait-on, devait tenir debout grâce à son pantalon). Les poches étaient prévues pour recevoir les outils et accessoires indispensables. Pour le charpentier, l’ouverture de la braguette était inversée afin de ne pas gêner l’usage d’une tarière.